# Núi Đan Hà
Núi Đan Hà (tiếng Trung: 丹霞山, Hán-Việt: Đan Hà sơn) là một khu vực cảnh quan nổi tiếng nằm trong huyện Nhân Hóa, địa cấp thị Thiều Quan, phía bắc tỉnh Quảng Đông, Trung Quốc. Núi được tạo thành từ sa thạch màu hơi đỏ và bị ăn mòn theo thời gian và hiện có các hình hài đá kỳ lạ. Có nhiều ngôi đền nằm trên núi. Tháng 7 năm 2010, UNESCO đã đưa núi Đan Hà vào như một phần của di sản thế giới Trung Quốc Đan Hà theo các tiêu chí vii, viii.

## Thư viện ảnh

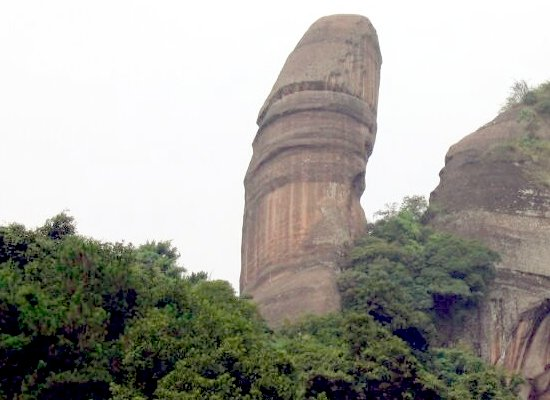
Đá Dương Nguyên
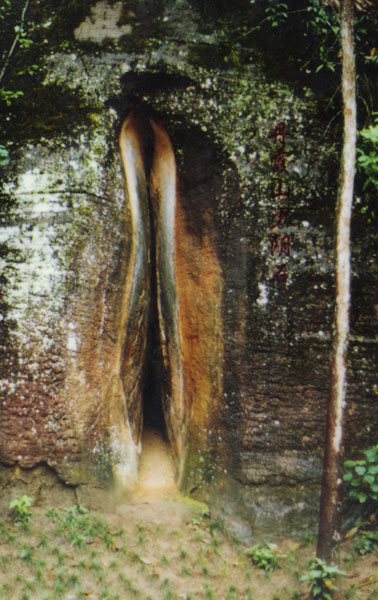
Đá Âm Nguyên
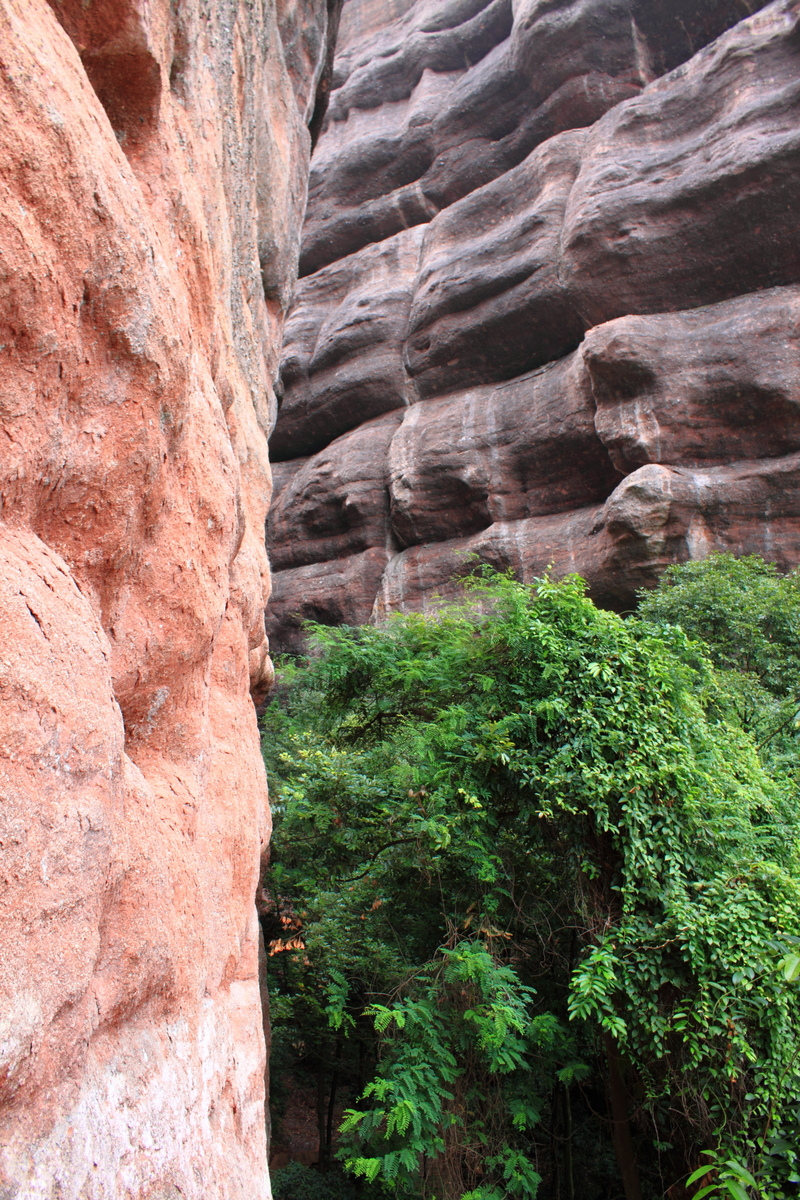
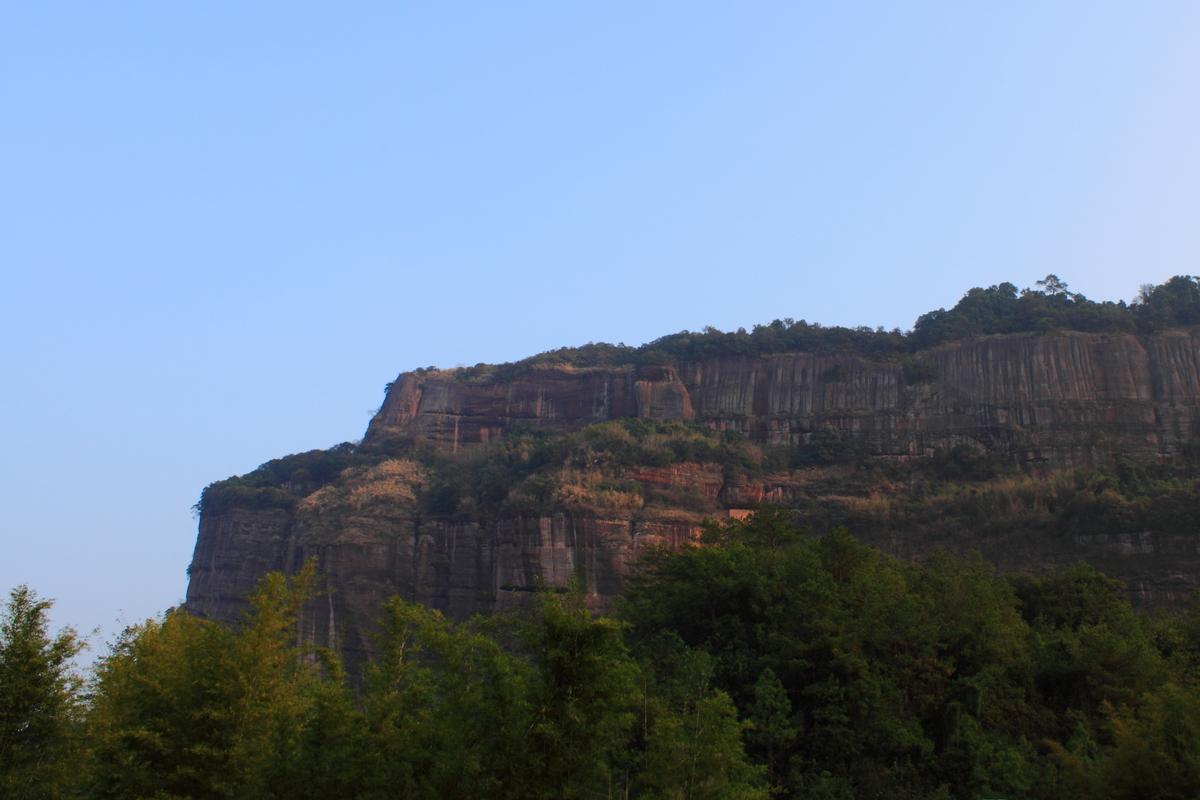